# Бобры (Можайский район)
Бобры — деревня в Можайском районе Московской области в составе сельского поселения Дровнинское. Численность постоянного населения по Всероссийской переписи 2010 года — 18 человек. До 2006 года Бобры входили в состав Дровнинского сельского округа.
Деревня расположена на западе района, примерно в 11 км к западу от Уваровки, по правому берегу Москва-реки, высота центра над уровнем моря 263 м. Ближайшие населённые пункты — посёлки Цветковский на севере, карьероуправления на западе, деревня Липуниха на юго-востоке.